# Madamadorè
Madamadorè è un singolo dell progetto musicale italiano Pop X, pubblicato il 22 settembre 2016 come primo estratto dall'album Lesbianitj.

## Tracce
1. Madamadorè – 3:12

## Formazione
- Davide Panizza – voce, produzione
- Walter Biondani